# Fraternität
Eine Fraternität (von lat. fratérnitas „Brüderlichkeit“) bezeichnet im neueren Sprachgebrauch christlicher Kirchen die klösterliche Hausgemeinschaft einer Ordensgemeinschaft oder geistlichen Gemeinschaft. In der Regel bewohnen Fraternitäten Wohnungen in normalen Wohnhäusern und haben sozial-karitative Aufgaben. Insbesondere die auf Charles de Foucauld zurückgehenden religiösen Gemeinschaften und Säkularinstitute bezeichnen ihre Niederlassungen als Fraternitäten; der Sprachgebrauch hat jedoch auch andere Ordensgemeinschaften beeinflusst, etwa die Franziskaner, die Fraternitäten in herkömmlichen Klöstern und in anderen Wohnformen kennen.